# Amore e chiacchiere
Amore e chiacchiere, noto anche come Salviamo il panorama, è un film del 1958 diretto da Alessandro Blasetti.

## Trama
Il ricco commendatore Bonelli, Gino Cervi, è proprietario di una splendida villa, che sorge in una località marina di fronte a una pittoresca insenatura. La vista che si gode dalla villa è però minacciata dalla presenza di un ospizio per anziani, che era stato parzialmente distrutto durante la guerra, e che ora si vuole ricostruire. 
Il commendatore ha delle conoscenze altolocate e potrebbe impedire il progetto, ma il vicesindaco appoggia le rivendicazioni popolari. 
Un avvocato, che è anche assessore comunale facente funzione di sindaco, ha il difetto di ritenersi un abile oratore, e da questo il commendatore cerca di trarre profitto offrendogli di tenere il discorso di inaugurazione della villa alla presenza di molte autorità e della televisione. Egli però pone una condizione: l'avvocato otterrà l'incarico, se dichiarerà in pubblico di voler impedire la deturpazione del panorama. Il vicesindaco è disposto ad accettare, anche perché nel frattempo le sue idee democratiche hanno subito un duro colpo con la fuga da casa del figlio, fidanzatosi con la figlia dello spazzino comunale. 
Tale fidanzamento era stato inizialmente vietato dallo stesso padre della ragazza, con modi rudi che prevedevano anche ripetuti schiaffi alla propria figlia. Nel momento in cui lo stesso netturbino, attraverso malintesi, arriva a parlare col sindaco del fidanzamento tra i due giovani, il sindaco, Vittorio de Sica, vieta in modo indiscutibile tale possibilità, prima facendo un quadro dei tempi necessari affinché i ragazzi possano crescere, arrivando allo Sbarco sulla Luna, che prevede per il 1970, poi con minaccia di licenziamento immediato del netturbino stesso. Intanto i vecchietti, stanchi di aspettare, iniziano la costruzione dell'asilo. A questo punto l'avvocato fa una promessa solenne davanti alle telecamere, e poi dà al figlio il permesso di sposarsi. I due giovani, dopo un tentativo di suicidio, vengono fermati da un poliziotto e riportati a casa; il commendatore deve accettare così il fatto compiuto.

## Distribuzione
Gli interni del film vennero girati negli stabilimenti di Cinecittà. Anche se i titoli di testa non lo specificano, si tratta di una coproduzione tripartita: con la Spagna, dove furono girati anche alcuni esterni, e con la Francia, come risulta dall'unico cartello dei titoli di coda. In origine, il titolo del film era Salviamo il panorama, ma fu cambiato per timore che il pubblico si confondesse potendo pensare a un film turistico. Il vecchio titolo rimase come sottotitolo. Venne iscritto al Pubblico registro cinematografico con il n. 1.815 e, presentato alla Commissione di Revisione Cinematografica, ottiene il visto di censura n. 24.508 del 26 giugno 1957 con una lunghezza della pellicola accertata di 2.600 metri, senza operare alcun taglio. Il 28 gennaio 1958 il film venne ammesso alla programmazione obbligatoria al contributo del 16% Ebbe la prima proiezione pubblica a Torino il 27 gennaio 1958, quindi la distribuzione partì il 31 dello stesso mese. Il film venne proiettato anche in Spagna, paese coproduttore, con il titolo Hablemos de amor (Salvemos el paisaje) il 28 aprile 1958 e in Germania, dove ebbe come titolo Liebe und Geschwätz. In Francia non risulta sia mai stato proiettato. L'incasso non risulta comunicato da fonti ufficiali. È stato proiettato in televisione diverse volte ed è stato inoltre pubblicato in DVD dalla Medusa Video. Nel film viene citata anche la squadra della Fiorentina nella scena in cui i due giovani, di ritorno dal treno verso Roma, s'imbattono in un gruppo di militari tifosi viola, di cui uno è  Umberto Lenzi in viaggio per una trasferta allo Stadio Olimpico per la gara Roma-Fiorentina. Nella scena seguente allo Stadio dei Marmi, un altoparlante dello stadio annuncia la formazione viola dello scudetto della stagione precedente, il 1955-56.

## Critica
(Morando Morandini, La Notte, 31 gennaio 1958)
(Vinicio Marinucci, Momento Sera, 2 febbraio 1958)
(Anonimo, L'Unità, 4 febbraio 1958)
(Filippo Sacchi, Epoca, 16 febbraio 1958)
(Giulio Cesare Castello, Bianco e Nero n. 5, maggio 1958)
(Giuseppe Marotta, L'Europeo, 9 febbraio 1958)
(Alessandro Blasetti)
(FilmTv.it)
Pino Farinotti nel suo Dizionario, gli assegna due stelle e mezzo recensendo così il film: «Le intenzioni sono quelle di una satira politica sugli italiani (come quello di parlare e di non fare), ma la sostanza è di apologo, di favola morale: Blasetti e lo sceneggiatore Zavattini sono dalla parte dei giovani e il film ha le sue pagine più fresche nella descrizione dell'amore tra i due adolescenti. Lei è Carla Gravina: una rivelazione».
In Cinema di tutto il mondo, del 1978, si parla di un'opera «vivace e simpatica che vuole essere un'analisi spesso ben riuscita della società contemporanea»